# Waluacja dyskretna
Waluacja dyskretna – funkcja
{\displaystyle \nu \colon A\to \mathbb {Z} \cup \{\infty \},}
gdzie {\displaystyle A} – pierścień przemienny,
spełniająca warunki:
{\displaystyle \nu (x\cdot y)=\nu (x)+\nu (y),}
{\displaystyle \nu (x+y)\geqslant \min {\big \{}\nu (x),\nu (y){\big \}},}
{\displaystyle \nu (x)=\infty \iff x=0.}